# Nazionale maschile di hockey su pista della Svizzera
La nazionale di hockey su pista della Svizzera è la selezione maschile di hockey su pista che rappresenta la Svizzera in ambito internazionale.

Attiva dal 1926, opera sotto la giurisdizione della Federazione Svizzera di hockey su rotelle.

Al 31 dicembre 2013 occupa il 12º posto nel ranking del Comité Internationale de Rink-Hockey.

## Palmarès

### Nazionale Maggiore
- Campionati del mondo: 
  -  2º posto: 2007
  -  3º posto: 1950
- Campionati d’Europa: 
  -  2º posto: 1937, 2006
  -  3º posto: 1927, 1931, 1934, 1950
- Coppa delle Nazioni: 
  -  2º posto: 1924, 1925

### Nazionale Under 20
- Campionati d’Europa under-20: 
  -  2º posto: 1988
  -  3º posto: 1989, 2005

### Nazionale Under 17
- Campionati d’Europa under-17: 
  -  3º posto: 1996, 1999, 2003

## Partecipazioni

### Campionato del mondo
| Edizione        | Piazzamento      | G  | V | P | S |
| --------------- | ---------------- | -- | - | - | - |
| Stoccarda 1936  | 4º posto         | 6  | 3 | 1 | 2 |
| Montreux 1939   | 7º posto         | 6  | 0 | 2 | 4 |
| Lisbona 1947    | 7º posto         | 6  | 0 | 0 | 6 |
| Montreux 1948   | 6º posto         | 8  | 3 | 0 | 5 |
| Lisbona 1949    | 7º posto         | 7  | 2 | 1 | 4 |
| Milano 1950     | 3º posto         | 9  | 6 | 1 | 2 |
| Barcellona 1951 | 8º posto         | 10 | 4 | 0 | 6 |
| Porto 1952      | 8º posto         | 9  | 2 | 1 | 6 |
| Ginevra 1953    | 4º posto         | 8  | 3 | 1 | 4 |
| Barcellona 1954 | 7º posto         | 14 | 7 | 2 | 5 |
| Milano 1955     | 4º posto         | 9  | 5 | 0 | 4 |
| Porto 1956      | 6º posto         | 10 | 5 | 1 | 4 |
| Porto 1958      | 8º posto         | 9  | 2 | 1 | 6 |
| Madrid 1960     | Non partecipante | -  | - | - | - |
| Santiago 1962   | 4º posto         | 9  | 4 | 2 | 3 |
| Barcellona 1964 | 6º posto         | 9  | 4 | 0 | 5 |
| San Paolo 1966  | 5º posto         | 9  | 4 | 1 | 4 |
| Porto 1968      | 8º posto         | 9  | 3 | 0 | 6 |
| San Juan 1970   | Non partecipante | -  | - | - | - |
| La Coruña 1972  | Non partecipante | -  | - | - | - |
| Lisbona 1974    | 10º posto        | 11 | 2 | 2 | 7 |
| Oviedo 1976     | Non partecipante | -  | - | - | - |

| Edizione              | Piazzamento      | G  | V | P | S |
| --------------------- | ---------------- | -- | - | - | - |
| San Juan 1978         | Non partecipante | -  | - | - | - |
| Talcahuano 1980       | 9º posto         | 10 | 7 | 1 | 2 |
| Barcelos 1982         | 8º posto         | 16 | 7 | 1 | 8 |
| Novara 1984           | 10º posto        | 9  | 1 | 2 | 6 |
| Sertãozinho 1986      | Non partecipante | -  | - | - | - |
| La Coruña 1988        | Non partecipante | -  | - | - | - |
| San Juan 1989         | 11º posto        | 8  | 3 | 1 | 4 |
| Porto 1991            | 9º posto         | 8  | 4 | 0 | 4 |
| Sesto S.G. 1993       | 6º posto         | 8  | 3 | 0 | 5 |
| Recife 1995           | 6º posto         | 8  | 6 | 0 | 3 |
| Wuppertal 1997        | 6º posto         | 8  | 3 | 1 | 4 |
| Reus 1999             | 7º posto         | 8  | 3 | 2 | 3 |
| San Juan 2001         | 9º posto         | 5  | 3 | 0 | 2 |
| Oliveira 2003         | 7º posto         | 6  | 3 | 1 | 2 |
| San Jose 2005         | 5º posto         | 6  | 4 | 0 | 2 |
| Montreux 2007         | 2º posto         | 6  | 4 | 0 | 2 |
| Vigo 2009             | 8º posto         | 6  | 2 | 1 | 3 |
| San Juan 2011         | 9º posto         | 6  | 4 | 0 | 2 |
| Angola 2013           | 10º posto        | 6  | 3 | 0 | 3 |
| La Roche-sur-Yon 2015 |                  |    |   |   |   |

### Campionati europei
| Edizione        | Piazzamento | G  | V | P | S |
| --------------- | ----------- | -- | - | - | - |
| Herne Bay 1926  | 4º posto    | 5  | 2 | 1 | 2 |
| Montreux 1927   | 3º posto    | 5  | 3 | 1 | 1 |
| Herne Bay 1928  | 4º posto    | 5  | 1 | 2 | 2 |
| Montreux 1929   | 5º posto    | 5  | 1 | 2 | 2 |
| Herne Bay 1930  | 4º posto    | 5  | 1 | 1 | 3 |
| Montreux 1931   | 3º posto    | 6  | 3 | 2 | 1 |
| Herne Bay 1932  | 5º posto    | 5  | 1 | 0 | 4 |
| Herne Bay 1934  | 3º posto    | 5  | 3 | 0 | 2 |
| Stoccarda 1936  | 4º posto    | 6  | 3 | 1 | 2 |
| Herne Bay 1937  | 2º posto    | 6  | 3 | 2 | 1 |
| Anversa 1938    | 6º posto    | 6  | 1 | 1 | 4 |
| Montreux 1939   | 7º posto    | 6  | 0 | 2 | 4 |
| Lisbona 1947    | 7º posto    | 6  | 0 | 0 | 6 |
| Montreux 1948   | 6º posto    | 8  | 3 | 0 | 5 |
| Lisbona 1949    | 7º posto    | 7  | 2 | 1 | 4 |
| Milano 1950     | 3º posto    | 9  | 6 | 1 | 2 |
| Barcellona 1951 | 8º posto    | 10 | 4 | 0 | 6 |
| Porto 1952      | 8º posto    | 9  | 2 | 1 | 6 |
| Ginevra 1953    | 4º posto    | 8  | 3 | 1 | 4 |
| Barcellona 1954 | 7º posto    | 14 | 7 | 2 | 5 |
| Milano 1955     | 4º posto    | 9  | 5 | 0 | 4 |
| Porto 1956      | 6º posto    | 10 | 5 | 1 | 4 |
| Barcellona 1957 | 6º posto    | 5  | 0 | 0 | 5 |
| Ginevra 1959    | 7º posto    | 5  | 2 | 1 | 2 |
| Torino 1961     | 6º posto    | 9  | 5 | 0 | 4 |
| Porto 1963      | 4º posto    | 8  | 3 | 3 | 2 |
| Lisbona 1965    | 5º posto    | 8  | 5 | 0 | 3 |
| Bilbao 1967     | 5º posto    | 8  | 2 | 3 | 3 |

| Edizione               | Piazzamento      | G | V | P | S |
| ---------------------- | ---------------- | - | - | - | - |
| Losanna 1969           | 5º posto         | 8 | 4 | 0 | 4 |
| Lisbona 1971           | 8º posto         | 8 | 1 | 0 | 7 |
| Iserlohn 1973          | 6º posto         | 8 | 3 | 0 | 5 |
| Viareggio 1975         | 7º posto         | 7 | 2 | 0 | 5 |
| Porto 1977             | 7º posto         | 8 | 3 | 0 | 5 |
| Barcellona 1979        | 5º posto         | 8 | 3 | 1 | 4 |
| Essen 1981             | 9º posto         | 8 | 0 | 0 | 8 |
| Vercelli 1983          | 6º posto         | 7 | 2 | 1 | 4 |
| Barcelos 1985          | 9º posto         | 8 | 1 | 0 | 7 |
| Oviedo 1987            | Non partecipante | - | - | - | - |
| Lodi 1990              | 5º posto         | 8 | 3 | 1 | 4 |
| Wuppertal 1992         | 6º posto         | 9 | 3 | 2 | 4 |
| Funchal 1994           | 4º posto         | 8 | 4 | 0 | 4 |
| Salsomaggiore 1996     | 4º posto         | 8 | 5 | 0 | 3 |
| Paços de Ferreira 1998 | 4º posto         | 6 | 3 | 0 | 3 |
| Wimmis 2000            | 5º posto         | 5 | 3 | 0 | 2 |
| Firenze 2002           | 5º posto         | 7 | 5 | 0 | 2 |
| La Roche-sur-Yon 2004  | 4º posto         | 6 | 2 | 1 | 3 |
| Monza 2006             | 2º posto         | 5 | 2 | 1 | 2 |
| Oviedo 2008            | 5º posto         | 6 | 3 | 1 | 2 |
| Wuppertal 2010         | 6º posto         | 6 | 3 | 0 | 3 |
| Paredes 2012           | 5º posto         | 6 | 2 | 0 | 4 |
| Alcobendas 2014        | 6º posto         | 5 | 0 | 0 | 5 |